# Thursday's Child
Thursday's Child è un brano musicale scritto da David Bowie e Reeves Gabrels per l'album 'hours...' del 1999. Come altre canzoni presenti sull'album, la traccia venne originariamente composta per la colonna sonora del videogame Omikron: The Nomad Soul (1999).

## Il brano
Thursday's Child fu il primo singolo estratto da  'hours...'  e precedette l'album di circa due settimane.
Bowie rivelò che il titolo del brano, in italiano traducibile come "Il fanciullo del giovedì", era ispirato al titolo dell'autobiografia dell'attrice e cantante Eartha Kitt. Il libro era uno tra i preferiti di Bowie a quattordici anni.

### Video
Il videoclip musicale della canzone venne diretto dal regista Walter Stern, e mostra Bowie in una stanza di un motel, mentre si guarda allo specchio, vede una versione giovane di sé stesso, e ripensa alla sua vita passata e a come avrebbe potuto essere.

### Esecuzioni dal vivo
Una versione live registrata a Parigi nell'ottobre 1999 è stata inclusa come B-side del singolo Survive nel gennaio 2000.
Il 3 ottobre 1999, David Bowie partecipò come ospite al programma televisivo Saturday Night Live dove eseguì Thursday's Child e Rebel Rebel.

## Tracce singolo
UK CD version 1
1. Thursday's Child (edit) - 4:25
2. We All Go Through - 4:09
3. No One Calls - 3:51

UK CD version 2
1. Thursday's Child (Rock mix) - 4:27
2. We Shall Go to Town - 3:56
3. 1917 - 3:27

International CD version 1
1. Thursday's Child (Radio edit) - 4:25
2. Thursday's Child (Rock mix) - 4:27
3. We Shall Go to Town - 3:56
4. 1917 - 3:27

International CD version 2
1. Thursday's Child (Radio edit) - 4:25
2. Thursday's Child (Rock mix) - 4:27

Promo version
1. Thursday's Child (Radio edit) - 4:25
2. Thursday's Child (Rock mix) - 4:27
3. Thursday's Child (Album version) - 5:24

CD Virgin / DPRO-14338 (US)
1. The Pretty Things Are Going to Hell (edit) - 3:59
2. The Pretty Things Are Going to Hell (Call out hook #1) - 0:11
3. The Pretty Things Are Going to Hell (Call out hook #2) - 0:11
4. Thursday's Child (Radio edit) - 4:25
5. Thursday's Child (Call out hook #1) - 0:12
6. Thursday's Child (Call out hook #2) - 0:12

## Classifica
| Classifica             | Posizione |
| ---------------------- | --------- |
| Official Singles Chart | 16        |